# Ludovic I al Spaniei
Ludovic I (Luis Felipe), (n. 25 august 1707, Madrid, Madrid⁠(d), Spania – d. 31 august 1724, Madrid, Madrid⁠(d), Spania) a fost rege al Spaniei, cel mai mare fiu al regelui Filip al V-lea al Spaniei și a primei lui soții, Maria Louisa de Savoia. Domnia lui a fost una dintre cele mai scurte, de doar șapte luni.

## Biografie
Luis Felipe s-a născut la Palatul Retiro din Madrid. Ca moștenitor al tronului Spaniei, a fost Prinț de Asturia. În 1714, când Ludovic avea 7 ani, mama sa a murit. La 24 decembrie 1714, regele Spaniei s-a căsătorit cu Elisabeta de Parma.
Ca moștenitor nu numai al vastului imperiu spaniol, dar și a unei noi dinastii, Ludovic trebuia să se căsătorească. La 20 ianuarie 1722, la Lerma, el s-a căsătorit cu Louise Élisabeth d'Orléans, fiica lui Filip al II-lea, Duce de Orléans, verișorul tatălui lui Ludovic și regent al Franței. Soția sa nu s-a adaptat la curtea spaniolă și adesea refuza să vorbească cu soțul ei. Nu au avut moștenitori.
Ludovic a domnit pentru o scurtă perioadă, după ce tatăl său a abdicat în favoarea sa la 15 ianuarie 1724 și până la moartea sa de variolă, șapte luni mai târziu. După decesul său, tatăl său s-a întors pe tron și a continuat să domnească până la propria lui moarte în 1746.